# バンクオーバー!〜史上最弱の強盗〜
『バンクオーバー!〜史上最弱の強盗〜』（バンクオーバー しじょうさいじゃくのごうとう）は、日本テレビで2021年9月19日（JST 22時30分 - 23時25分）、9月26日（JST 23時00分 - 23時55分）の2週に渡り放送された日本のテレビドラマ。主演は間宮祥太朗。
主人公がのっぴきならない事情で銀行強盗に押し入るが、既にもう一組の銀行強盗がいたことから巻き起こる騒動を描くサスペンスコメディー。
伊藤万理華演じる、銀行の窓口担当・後藤のウラ事情を描いた『バンクオーバー! 特別編』が動画配信サービスHuluで独占配信予定。

## 登場人物

### 主要人物
猿渡佐助（さるわたり さすけ）
演 - 間宮祥太朗
「猿渡手ぬぐい」社長。難病に倒れた妹・小春の手術代1000万円を先払いで用立ててもらった高級バイト斡旋業者の仕事として妻川銀行に強盗に押し入るが、別の強盗と鉢合わせしてしまう。
大木さくら（おおき さくら）
演 - 上白石萌歌
弁護士を名乗る女性。妻川銀行に銀行強盗が発生した時に居合わせ、人質となってしまう。2組の銀行強盗が鉢合わせしたことから、人質の多数決でどちらの強盗が金を持ち逃げすべきかを決めようと仲介役を申し出る。正体は警察官で、妻川銀行で銀行強盗が計画されているというタレこみ情報を掴んだ不倫相手の警部・山根から手柄を立てるため単独で強盗を取り押さえるのに協力して欲しいと妻と別れ結婚すると話をチラつかされ、潜入捜査を行っていた。
前島マイ（まえしま マイ）
演 - ファーストサマーウイカ
SM嬢。支店長の鈴木に大口顧客・高畑ユリアということにされ銀行に出張プレイに呼び出され、金庫の中でSMプレイを行っていた。
若松健一（わかまつ けんいち）
演 - ニシダ（ラランド）（スリム体型時：細田佳央太、6歳時：高木龍之介）
小春の婚約者。肥満体形な「下原建設」の土木作業員。佐助から結婚祝いの名目で小春の手術代1000万円を渡されたが、医者から「案内ミスがあり、手術代は1000万円ではなく、1000万バーツ（劇中での日本円換算は3000万円）」と案内される。その事実を佐助に伝えられず、妻川銀行の近所の工事現場から地下トンネルを自力で掘り進める。やっとの思いで妻川銀行の金庫室に到達したが、数週間に及んだ地下生活のせいで風体がズタボロになり激やせ体形になる。金庫に居たSM嬢の前島マイを人質にして銀行強盗で揉めている窓口に現れたが、いつも怒られている現場監督の顔が幻覚で現れ、意味不明な言葉を叫びながらバールを振り回したため、潜入捜査をしていた警官のさくらに延髄蹴りを決められ、気を失う。
後藤雫（ごとう しずく）
演 - 伊藤万理華
妻川銀行の窓口担当。
猿渡小春（さるわたり こはる）
演 - 貴島明日香
佐助の妹。2か月前、肥厚性脳腫に倒れ余命が1年から半年と医師に宣告される。
山根広務（やまね ひろむ）
演 - 袴田吉彦
警部。金のために政治家の息子の下着泥棒の罪を他人に擦り付けたり、押収した拳銃を反社の松平に横流しする悪徳警官。妻川銀行の金庫に保管されていると噂される馬川組の10億円相当の麻薬ならば高額で買い取ると松平から持ち掛けられたことから、高額バイトを頼みに松平のもとに現れた佐助を利用して銀行強盗を働かせ、その捜査のどさくさに紛れて金庫に入り、馬川組の麻薬を横取りしようと画策していた。
松平
演 - 般若
高額バイト斡旋会社「ワクワク松平ワーク」社長。常にガムを噛んでいるが、吐き出さず飲み込んでしまう癖がある。反社の人間で、バイト代1000万円を先払いして佐助に銀行強盗の仕事を斡旋する。押収した拳銃を金を払って横流してもらうなど警官の山根と癒着している。
田尻（たじり）
演 - 長江英和
「猿渡手ぬぐい」従業員。佐助とコンビを組む銀行強盗。昔、海外の軍隊にいたことから佐助に頼りにされていたが、強盗に押し入って早々、突然深い眠りに陥ってしまう。警官の山根に下着泥棒の濡れ衣を擦り付けられている。
鈴木則久（すずき のりひさ）
演 - 阪田マサノブ
妻川銀行の支店長。家族からも部下たちからも誕生日を祝ってもらえないことから、自分自身へのプレゼントとして銀行にSM嬢の前島マイを出張プレイに呼び、金庫の中でSMプレイを楽しんでいた時に銀行強盗が発生する。実在しないスネジビ語が喋れると嘘をつき、見た目が外国人の強盗の話を通訳しているフリをして、マイが居る金庫に人を行かせないように誘導する。
花音（かのん）
演 - 希代彩
妻川銀行に銀行強盗が発生した時に芹那とともに居合わせたギャル。実は泌尿器科医。
芹那（せりな）
演 - 円井わん
山根とフィジー旅行に行ったことがある。実は外科医で、警察に銃撃された若松に手術をし、命を救う。
高畑ユリア（たかはた ユリア）
演 - うらじぬの
銀行の大口顧客。猿渡佐助と前島マイに必要な額を貸してくれることになる。
剛田マサル
演 - 蟹江アサド
佐助より先に妻川銀行に押し入っていた強盗コンビの見た目が中東系の男。見た目に反し生まれも育ちも日本の日本語しか話せないバリバリの日本人。外国人のふりをして強盗に押し入り、支店長・鈴木のでっち上げた話に合わせ、スネジビ語を話す外国人のふりをする。
骨川ワタル
演 - 星野ルネ
佐助より先に妻川銀行に押し入っていた強盗コンビの見た目が黒人系の男。見た目に反し生まれも育ちも日本の日本語しか話せないバリバリの日本人。アルバイトをしているカラオケ店で佐助が田尻をセキュリティーの甘い日に銀行強盗に誘う話を聞いたことから、見た目で誤解を受ける日本を抜け出し海外に行く資金にするため、マサルに銀行強盗の話を持ち掛ける。
☆イニ☆（じん）
演 - ☆イニ☆（スカイピース）（本人役）
YouTuberコンビ「スカイピース」のひとり。
テオくん
演 - テオくん（スカイピース）（本人役）
YouTuberコンビ「スカイピース」のひとり。
馬厚
演 - 北山雅康
馬厚医療センターの医師。佐助と若松に小春の余命宣告をする。
大野天刀
演 - 真壁刀義
「下原建設」の現場監督。若松の上司。
富士見啓二
演 - 井上肇
衆議院議員。息子の下着泥棒の罪を隠蔽するため、他人を犯人に出ちあげるよう山根警部に大金の報酬で依頼する。

## スタッフ
- 脚本 - 森ハヤシ
- 演出 - 水野格
- 音楽 - カワイヒデヒロ（fox capture plan）
- 主題歌 - スカイピース（Sony Music Labels）[5]
  - 前編：「おバカだっていいじゃないか!」
  - 後編：「分かれ道」
- 台本アドバイザー - 矢野デイビット
- SM指導 - 飛室イヴ
- アクション - オフィスワイルド
- ガンエフェクト - 近藤佳徳
- 警察監修 - 古谷謙一
- 医療監修 - 中澤暁雄
- VFX - クロフネプロダクト
- 技術協力 - ビデオスタッフ
- 照明協力 - ザ・ホライズン
- 美術協力 - テレビ朝日クリエイト
- プロデューサー - 小田玲奈、柳内久仁子（AX-ON）、岡宅真由美（アバンズゲート）
- チーフプロデューサー - 三上絵里子
- 制作協力 - 日テレアックスオン
- 製作著作 - 日本テレビ